# 罗图马委员会
罗图马委员会（英語：Council of Rotuma）是斐济属地罗图马的市政机构。由于罗图马的特殊性，该委员会的权力大于斐济其他市政机构，在某些方面它近似于立法机构，尽管它在各方面都隶属于斐济议会。委员会由14名正式委员和3名咨询委员组成。罗图马的7个区各选举1名委员；每个区的传统酋长是当然委员。3名咨询委员有发言权但无投票权，他们分别是区长、最高级的医疗官员和最高级的农业官员。委员会设于伊图蒂乌。